# KVV Oude God Sport
Maillots
Dernière mise à jour : 10 janvier 2013.
Le Koninklijke Voetbal Vereniging Oude God Sport était un club de football belge localisé dans le village de Vieux-Dieu dans la commune de Mortsel dans la banlieue anversoise. Fondé en 1915, le club portait le matricule 68.
Les heures de gloire du club se situèrent dans la première moitié du XXe siècle. Il fut le onzième club de la province d'Anvers à atteindre les séries nationales où il évolua durant 32 saisons, dont 16 au deuxième niveau.
Au début du XXIe siècle, le club s'écroula au bas de la hiérarchie provinciale. Il arrêta ses activités en 2001.

## Historique
- 1915 : Fondation de VOETBAL VERENINGING OUDE GOD SPORT (à Mortsel).
- 1916 : VOETBAL VERENINGING OUDE GOD SPORT s'affilia à l'UBSFA.
- 1923 : VOETBAL VERENINGING OUDE GOD SPORT monta pour la première fois en séries nationales. Il y resta 24 saisons consécutives.
- 1926 : VOETBAL VERENINGING OUDE GOD SPORT se vit attribuer le matricule 68.
- 1951 : VOETBAL VERENINGING OUDE GOD SPORTfut reconnu Société Royale et prit le nom de KONINKLIJKE VOETBAL VERENINGING OUDE GOD SPORT.
- 1987 : KONINKLIJKE VOETBAL VERENINGING OUDE GOD SPORT réintégra les séries nationales après une absence de 30 ans.
- 1994 : KONINKLIJKE VOETBAL VERENINGING OUDE GOD SPORT fut relégué en séries provinciales. il ne retourna plus en "nationale".
- 2001 : KONINKLIJKE VOETBAL VERENINGING OUDE GOD SPORT fut relégué en P4 anversoise. Le club arrêta ses activités. Le matricule 68 fut radié.

Le club du VC Mortsel (matricule 9397) récemment créé prit ses quartiers au stade d'Oude God et changea son nom en VC Mortsel OG. Les lettres "OG" son ajoutées en hommage à Oude God l'ancien club de la localité. En 2010-2011, le VC Mortsel OG évolue en P4 anversoise.

## Résultats dans les divisions nationales
Statistiques clôturées, club disparu

### Palmarès
- 2 fois champion de Belgique de Division 3 en 1932 et 1934.

### Bilan
| Niv | Divisions     | Jouées | Titres | TM Up | TM Down |
| --- | ------------- | ------ | ------ | ----- | ------- |
| I   | 1re nationale | 0      | 0      |       |         |
| II  | 2e nationale  | 16     | 0      |       |         |
| III | 3e nationale  | 8      | 2      |       |         |
| IV  | 4e nationale  | 8      | 0      |       |         |
| V   | 5e nationale  | 0      | 0      |       |         |
|     |               |        |        |       |         |
|     | TOTAUX        | 32     | 2      | 0     | 0       |

- TM Up : test-match pour départager des égalités, ou toutes formes de Barrages ou de Tour final pour une montée éventuelle.
- TM Down : test-match pour départager des égalités, ou toutes formes de Barrages ou de Tour final pour le maintien.

### Classements saison par saison
| Ordre               | Saison  | Nom du club                                              | Niveau                                                   | Classement final                                         | Remarques                                                |
| ------------------- | ------- | -------------------------------------------------------- | -------------------------------------------------------- | -------------------------------------------------------- | -------------------------------------------------------- |
| 1                   | 1923-24 | VV Oude God Sport                                        | Promotion (D2) série A                                   | 6e/14                                                    |                                                          |
| 2                   | 1924-25 | VV Oude God Sport                                        | Promotion (D2) série A                                   | 4e/14                                                    |                                                          |
| 3                   | 1925-26 | VV Oude God Sport                                        | Promotion (D2) série A                                   | 6e/14                                                    |                                                          |
| 4                   | 1926-27 | VV Oude God Sport                                        | Division 1 (D2)                                          | 11e/14                                                   |                                                          |
| 5                   | 1927-28 | VV Oude God Sport                                        | Division 1(D2)                                           | 13e/14                                                   | Relégué!                                                 |
| 6                   | 1928-29 | VV Oude God Sport                                        | Promotion (D3) série B                                   | 2e/14                                                    |                                                          |
| 7                   | 1929-30 | VV Oude God Sport                                        | Promotion (D3) série B                                   | 7e/14                                                    |                                                          |
| 8                   | 1930-31 | VV Oude God Sport                                        | Promotion (D3) série B                                   | 7e/14                                                    |                                                          |
| 9                   | 1931-32 | VV Oude God Sport                                        | Promotion (D3) série B                                   | 1er/14                                                   | Champion et promu!                                       |
| 10                  | 1932-33 | VV Oude God Sport                                        | Division 1(D2) série A                                   | 14e/14                                                   | Relégué!                                                 |
| 11                  | 1933-34 | VV Oude God Sport                                        | Promotion (D3) série B                                   | 1er/14                                                   | Champion et promu!                                       |
| 12                  | 1934-35 | VV Oude God Sport                                        | Division 1(D2) série B                                   | 10e/14                                                   |                                                          |
| 13                  | 1935-36 | VV Oude God Sport                                        | Division 1(D2) série B                                   | 6e/14                                                    |                                                          |
| 14                  | 1936-37 | VV Oude God Sport                                        | Division 1(D2) série A                                   | 2e/14                                                    |                                                          |
| 15                  | 1937-38 | VV Oude God Sport                                        | Division 1(D2) série B                                   | 8e/14                                                    |                                                          |
| 16                  | 1938-39 | VV Oude God Sport                                        | Division 1(D2) série B                                   | 9e/14                                                    |                                                          |
|                     | 1939-41 | Compétitions interrompues                                | Compétitions interrompues                                | Compétitions interrompues                                | Compétitions interrompues                                |
| 17                  | 1941-42 | VV Oude God Sport                                        | Division 1(D2) série B                                   | 8e/14                                                    |                                                          |
| 18                  | 1942-43 | VV Oude God Sport                                        | Division 1(D2) série B                                   | 7e/15                                                    |                                                          |
| 19                  | 1943-44 | VV Oude God Sport                                        | Division 1(D2) série A                                   | 14e/16                                                   |                                                          |
|                     | 1944-45 | Compétitions arrêtées                                    |                                                          |                                                          |                                                          |
| 20                  | 1945-46 | VV Oude God Sport                                        | Division 1(D2) série B                                   | 14e/18                                                   |                                                          |
| 21                  | 1946-47 | VV Oude God Sport                                        | Division 1(D2) série B                                   | 17e/17                                                   | Relégué!                                                 |
| 22                  | 1947-48 | VV Oude God Sport                                        | Promotion (D3) série C                                   | 6e/16                                                    |                                                          |
| 23                  | 1948-49 | VV Oude God Sport                                        | Promotion (D3) série D                                   | 13e/16                                                   |                                                          |
| 24                  | 1949-50 | VV Oude God Sport                                        | Promotion (D3) série B                                   | 16e/16                                                   | Relégué!                                                 |
| séries provinciales |         |                                                          |                                                          |                                                          |                                                          |
| 25                  | 1955-56 | K. VV Oude God Sport                                     | Promotion série C                                        | 13e/16                                                   |                                                          |
| 26                  | 1956-57 | K. VV Oude God Sport                                     | Promotion série D                                        | 15e/16                                                   | Relégué!                                                 |
| séries provinciales |         |                                                          |                                                          |                                                          |                                                          |
| 27                  | 1988-89 | K. VV Oude God Sport                                     | Promotion série B                                        | 12e/16                                                   |                                                          |
| 28                  | 1989-90 | K. VV Oude God Sport                                     | Promotion série B                                        | 2e/16                                                    |                                                          |
| 29                  | 1990-91 | K. VV Oude God Sport                                     | Promotion série B                                        | 9e/16                                                    |                                                          |
| 30                  | 1991-92 | K. VV Oude God Sport                                     | Promotion série C                                        | 5e/16                                                    |                                                          |
| 31                  | 1992-93 | K. VV Oude God Sport                                     | Promotion série B                                        | 5e/16                                                    |                                                          |
| 32                  | 1993-94 | K. VV Oude God Sport                                     | Promotion série B                                        | 15e/16                                                   | Relégué!                                                 |
| séries provinciales |         |                                                          |                                                          |                                                          |                                                          |
| X                   | 1998    | Arrêt des activités du club, son matricule 68 est radié. | Arrêt des activités du club, son matricule 68 est radié. | Arrêt des activités du club, son matricule 68 est radié. | Arrêt des activités du club, son matricule 68 est radié. |

### Sources et liens externes
- (nl) Site web du VC Mortsel OG